# 美樹本晴彥
美樹本晴彥（日语：／ Mikimoto Haruhiko，1959年8月28日—），日本插畫家、人物設計師、漫畫家、動畫師。男性。出身於東京都。出身於東京都杉並區。慶應大學工學院中退。B型血。
其筆名來自安達充漫畫《陽光普照》中的角色「美樹本伸」。暱稱「HAL」，曾使用本名佐藤晴彥與「美樹本良晴」等名義。

## 來歷
慶應義塾高等學校畢業。高中時期開始業餘活動，當時同好有動畫作家河森正治、漫畫家細野不二彥、編劇大野木寬等人，都是美樹本的高中、大學同屆同學。大學時期（就讀慶應義塾大學工學部）擔任細野的助手後，加入河森隸屬的動畫工作室「Studio Nue」共同參加動畫作品《超時空要塞》的企劃案。之後加入上游廠商石黑昇的動畫工作室「ARTLAND」，在石黑導演《原子小金剛 (1980年版)》擔任動畫與原畫的部分，並在《雷鳥2086》中擔任客串角色的設計。
在同為石黑導演的《超時空要塞》裡被提拔成人物設計與作畫監督而受到動畫迷的注目。特別是美少女魅力的「美樹本角色」被纖細地捕捉到而受到了歡迎。此後，他透過《超時空世紀歐卡斯》、《無限地帶23》、《飛越巔峰》、《機動戰士鋼彈0080：口袋裡的戰爭》等作品穩步發展，成為了受歡迎的角色設計師。
之後，他離開ARTLAND，開始從事輕小說、雜誌等插圖創作。1988年，他以漫畫《木偶時代》為名開始連載漫畫。他也曾參與動畫和電子遊戲的人物設計（或人物原案）。他曾擔任《超時空要塞7》的動畫人物設計原案，並創作了漫畫《超時空要塞7 Trash》。
超時空要塞放送27年之後的2009年漫畫版《超時空要塞 THE FIRST》開始連載。此時美樹本自己也擔心是否能接受這項企劃，但他還是決定把它作為一個機會讓《超時空要塞F》的新粉絲再次看到它的起源。於是美樹本願意嘗試挑戰使用鉛筆繪製手稿加上數位加工處理的新技術，最後由建造該系統的DOSPARA將美樹本規格的電腦作出販售。
目前，《超時空要塞 THE FIRST》和《機動戰士鋼彈 天空的學校》的創作暫停，近年來專注於插圖工作。2016年，他時隔多年，首次負責了原創動畫《甲鐵城的卡巴內里》的人物設定原案。

## 逸事
小學時已對漫畫產生興趣，當時他的偶像是當紅漫畫大師石之森章太郎，後來受到忠津陽子的少女漫畫畫風影響。職業出道時期，他作為安彥良和粉絲，對輕柔的筆觸產生了影響，據說Studio Nue的成員很擔心這一點。有目的地用標記粗略地繪製，並逐漸建立獨特的視覺效果。
業餘時期曾經與河森正治等人一起創作《Gun Sight》的鋼彈同人誌，從那個時候開始他也在雜誌《鋼彈世紀》附錄的短篇小說「WHITE-BASE LIVE」畫了複製安彥良和角色的插圖（安彥則是透過這本雜誌才與美樹本見面認識）。職業插畫家出道後，美樹本除了參加超時空要塞系列之外，還有許多其它與鋼彈系列相關的作品，而這2部很受歡迎的機器人動畫系列他都有參加。
《超時空要塞》放送之前，美樹本得到動畫雜誌《Animage》當時的副編輯長鈴木敏夫的注目，將他畫的林明美之插圖用了1頁的版面刊登在該雜誌1983年9月號封面上（節目介紹則占半個頁面）。對當時作為新人的美樹本來說這是特殊的例子。一方面ARTSLAND內部的人對經驗淺薄的美樹本竟會受到Animage的起用多少有些摩擦。在於因為其設計的線條太多，在當時也被動畫師批評。這是因為單一個動畫師光是要畫出一張圖，在製作時就需要大筆的經費，如果要叫動畫師畫數十張以上的話，到時候則無法進行管理以降低成本。而美樹本本身更感興趣的是跟會動的圖畫比起來，他更要求精心地將圖繪製完成，就這樣自然和活動已經從動畫轉變為插圖和漫畫。
美樹本很喜歡畫美少女。然而，因為他的圖畫很受女性歡迎。基於這個原因，周圍的人都認為美樹本也能畫出男生的話會更注目。這點在《機動戰士鋼彈0080：口袋裡的戰爭》設計畫出中年男性角色的時候曾經陷入苦戰，這時受到導演高山文彥幫助並向他建言找好萊塢電影演員作為造型設計的參考資料。一方面雖然美樹本他從來沒有畫過機械，但是當他被教導如何畫出迫切需要的地方時，他一下子就能掌握了。
80年代當紅偶像歌手松田聖子、中森明菜、原田知世的粉絲，因此《超時空要塞》的林明美和《無限地帶23》的時祭伊芙這兩個角色的造型是美樹本透過觀察將3位歌手結合而成。當時外傳有一個關於美樹本也有加入松田聖子後援會，並在ARTSLAND公司的作畫監督工作室張貼松田聖子海報的逸事。另一方面，美樹本還為大西結花的宣傳影片畫了一張形象插圖，並出現在迷你劇與大西本人2人對談。
《甲鐵城的卡巴內里》動畫的人物原案請美樹本擔任時，他曾擔心自己的畫風認為在當時的動畫中很難重現，但是該動畫劇組在製作時使用了一種可以讓刷子跟隨著動畫運動的規律而追著跑的數位工具，並為他增設一個負責決定女性角色的面部表情「化妝動畫師」的職稱工作。

## 人物設定

### 動畫
- 水瓶戰記傳奇II ～Don't forget me…～
- 鋼彈系列
  - GUNDAM THE RIDE（日语：GUNDAM THE RIDE）
  - 鋼彈新體驗 -0087- GREEN DIVERS（日语：ガンダム新体験 グリーンダイバーズ）
  - 機動戰士鋼彈0080：口袋裡的戰爭
  - 機動戰士鋼彈 閃光的哈薩威（人物原案[12]）
  - 機動戰士鋼彈 閃光的哈薩威 喀耳刻的魔女（人物原案[13]）
- 甲鐵城的卡巴內里（人物原案）
- 沙羅曼蛇系列
  - 沙羅曼蛇
  - 沙羅曼蛇 瞑想的保拉
  - 沙羅曼蛇 高法的野心
- TYTANIA -泰坦尼亞-（人物原案[14]）
- 超時空世紀歐卡斯（作畫監督兼）
  - 超時空世紀歐卡斯02（人物原案）
- DELPOWER-X 爆發奇蹟元氣!!（日语：デルパワーX 爆発みらくる元気!!）
- 飛越巔峰（人物原案）
- TOTTOI（日语：トトイ）
- 熱沙霸王甘達拉（日语：熱沙の覇王ガンダーラ）（人物原案協力）
- Hi-SPEED JECY（日语：ハイスピード・ジェシー）
- BLUE REMAINS
- 星貓滿屋（人物監修）
- 舞夢（日语：舞夢）（製作中止，作畫監督兼）
- 超時空要塞系列
  - 超時空要塞（作畫監督兼）
  - 超時空要塞：愛，還記得嗎？（作畫監督兼）
  - 超時空要塞 Flash Back 2012（新作部分作畫監督兼）
  - 超時空要塞II -LOVERS AGAIN-
  - 超時空要塞7（人物原案、部分作畫參加）
  - 超時空要塞Dynamite 7
- 無限地帶23系列（時祭伊芙的造型設計、作畫）
- 零花 ～rayca

### 廣播劇
- 超時空要塞世代（日语：マクロス・ジェネレーション）

### 真人電影
- Talking Head（日语：トーキング・ヘッド）（動畫章節）

### 遊戲
- QUOVADIS（日语：QUOVADIS）
- 神來
- 機動戰士鋼彈 U.C. ENGAGE（日语：機動戦士ガンダム U.C. ENGAGE）（2021年—2022年，部分人物設定）
- 後夜祭（日语：後夜祭）
- 土偶戰記 ～霸王～（日语：ドグウ戦紀 〜覇王〜）
- 超時空要塞系列（日语：マクロスシリーズ (ゲーム)）
  - 超時空要塞 2036
  - 超時空要塞 永遠的LOVE SONG
  - 超時空要塞 DIGITAL MISSION VF-X（日语：マクロス デジタルミッション VF-X）（人物原案）
  - 超時空要塞M3（日语：マクロスM3）
  - 超時空要塞（PlayStation 2版）
  - 超時空要塞VF-X2（日语：マクロス VF-X2）
  - 超時空要塞 ACE FRONTIER（日语：マクロスエースフロンティア）
  - 超時空要塞 ULTIMATE FRONTIER（日语：マクロスアルティメットフロンティア）
- 萌萌2次大戰(略)（日语：萌え萌え2次大戦(略)）

## 小說封面插畫、登場人物、插畫
- 異形三國志（日语：異形三国志）
- 快盗戰士T·T
- 鋼彈系列
  - 機動戰士鋼彈（角川Sneaker文庫新裝版）
  - 機動戰士Z鋼彈
  - 機動戰士鋼彈 ZZ
  - 機動戰士鋼彈 逆襲的夏亞 貝托蒂嘉的子嗣
  - 機動戰士鋼彈 閃光的哈薩威
  - 機動戰士鋼彈F91
  - 機動戰士鋼彈0080：口袋裡的戰爭
  - 機動戰士V鋼彈
  - 新機動戰記鋼彈W
  - 機動戰士GUNDAM UC（角川Sneaker文庫版）
  - 機動戰士鋼彈 戰場之絆（日语：機動戦士ガンダム ブレイジングシャドウ）
- 後夜祭-a sherd of youthful memories
- 甲鐵城的卡巴內里
  - 甲鐵城的卡巴內里 曉
  - 甲鐵城的卡巴內里 追憶之邑
- 新羅德斯島戰記
- 泰坦尼亞（EX NOVELS（日语：EXノベルズ）版）
- 超時空世紀歐卡斯
- 超時空世紀歐卡斯02
- 
- 飛越巔峰 NeXT GENERATION
- HEARTLAND星史
- Hi-SPEED JECY
- 巴賽特英雄傳 ELVERZ
- 八劍傳
- 神龍奇兵
- 破嵐萬丈系列（日语：破嵐万丈シリーズ）
- 蓬萊學園（日语：蓬莱学園）
- —短篇小說（《My Anime（日语：マイアニメ）》連載），插圖：美樹本晴彥，文：久美沙織（日语：久美沙織）。
- 超時空要塞系列
  - 超時空要塞
  - 超時空要塞II -LOVERS AGAIN-
  - 早瀨未沙（日语：早瀬未沙） 白色追憶
  - 超時空要塞Dynamite 7

## 漫畫
木偶時代
《月刊Newtype》1988年1月號—1994年6月號連載。單行本全5冊（〈Newtype 100% Comics〉）
超時空要塞7 Trash
《月刊少年Ace》1994年12月號—2001年2月號連載。單行本全8冊、新書版全4冊（〈Kadokawa Comics Ace〉）
CHERISH珍愛
1990年至1994年間在《月刊Newtype》及其增刊漫畫《GENKi》上發表的作品集。單行本全1冊（〈Newtype 100% Comics〉）
繼續／短篇集
綜合短篇（2000年，〈Kadokawa Comics〉）
Reverb
《月刊Comic Dragon》1998年6月號—2001年10月號，不定期連載（全6話）。單行本全1冊（〈Dragon Comics〉）
BABY BIRTH
原作：富田祐弘。《月刊Magazine Z》1999年9月號—2002年7月號連載。單行本全2冊（〈Magazine ZKC〉）
機動戰士鋼彈 天空的學校
《鋼彈ACE》2001年12月號—休載中。單行本已出版12冊（〈角川Comics Ace〉）
超時空要塞 THE FIRST
《MACROSS ACE》Vol.001→《Newtype Ace》→《Cycomi》休載中。單行本已出版6冊（〈角川Comics Ace〉→Cygames）
週刊新漫畫日本史 第45號「津田梅子」
2011年，朝日新聞出版（分冊百科）
週刊漫畫世界偉人 第38號「伊麗莎白一世」
2012年，朝日新聞出版（分冊百科）

## 其它

### 卡片遊戲
- Chaos Gear
- 水瓶戰記
- Dimension0（日语：ディメンション・ゼロ）
  - Alteil（日语：アルテイル）—與Dimension0聯名合作

### 唱片、CD
- 美樹本晴彥 枯葉圓舞曲—形象專輯（田中公平作曲）。1985年9月21日，由Victor發行。
- COLLAGE 秋色少女 美樹本晴彥II—形象專輯第2彈。1986年8月21日，由Victor發行。
- —《My Anime（日语：マイアニメ）》連載作品的形象專輯。1986年，由STAR CHILD發行。
- 上坂堇 20世紀的逆襲—限量版封套插圖（2016年）
- Mitchie M 虛擬流行歌星—封套插圖（2019年）[15]

### 電影、錄影帶
- 大西結花（日语：大西結花） 20歲的革命（1988年）—插圖、戲劇部分演出
- 赤赤煉戀（日语：赤々煉恋）（2013年）—形象插圖

## 畫冊
| 書名                                | 出版社                | 初版發行日     | 書號              |
| ----------------------------------- | --------------------- | -------------- | ----------------- |
| 《》                                | 德間書店              | 1984年6月30日  | 雜誌 61577-81     |
| 《》                                | 德間書店              | 1985年3月31日  | 4-19-669538-8     |
| 《》                                | 秋田書店              | 1986年8月1日   | 4-253-01066-0     |
| 《》                                | 富士見書房            | 1988年11月20日 | 4-8291-9102-3     |
| 《=》                               | 德間書店              | 1989年2月28日  | 4-19-669607-4     |
| 《》                                | 富士見書房            | 1990年12月20日 | 4-8291-9107-4     |
| 《HARUHIKO MIKIMOTO ILLUSTRATIONS》 | NIPPON SHUPPAN HANBAI | 1992年11月30日 | 0-945814-51-8     |
| 《》                                | 富士見書房            | 1993年9月30日  | 4-8291-9112-0     |
| 《》                                | 角川書店              | 2003年12月1日  | 4-04-853663-X     |
| 《》                                | 角川書店              | 2009年9月26日  | 978-4-04-854357-6 |
| 《》                                | 廣濟堂出版            | 2012年4月30日  | 978-4-331-90077-2 |
| 《》                                | PIE International     | 2018年6月20日  | 978-4-7562-4943-2 |
| 《》                                | KADOKAWA              | 2019年5月10日  | 978-4-04-108340-6 |
| 《》                                | KADOKAWA              | 2025年3月31日  | 978-4-04-115794-7 |

## 腳註

## 相關項目
- 日本插畫家列表（日语：日本のイラストレーター一覧）
- 日本漫畫家列表
- ARTJEUNESS（日语：アールジュネス）

## 外部連結
- （日語）—美樹本晴彥的官方個人網站。